# Черевні плавці

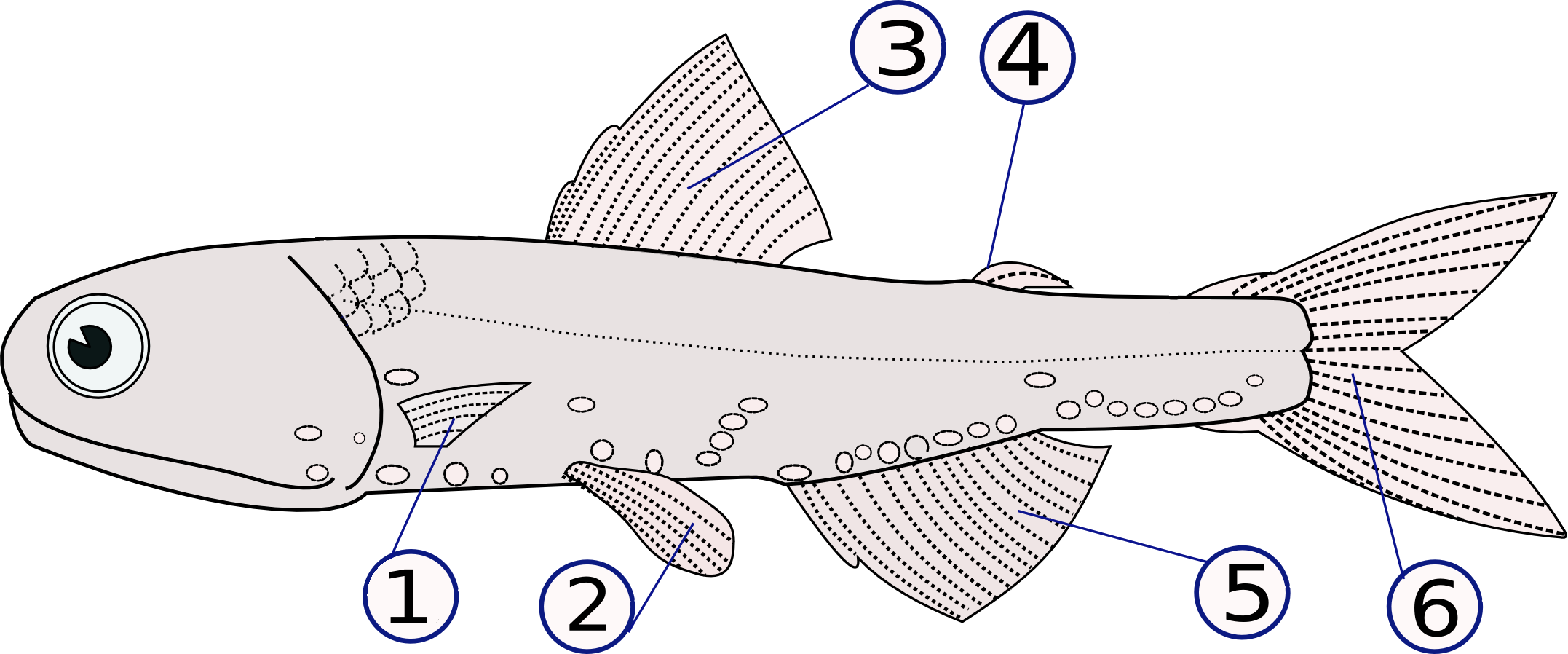
Черевні плавці позначені числом 2.

Черевні плавці — задня пара плавників риб, відповідна заднім кінцівкам інших хребетних, як грудні плавники або передня пара відповідають переднім кінцівкам. Черевні плавники лежать звичайно ближче до заду, а іноді вони підсуваються зовсім до грудних, а в інших випадках переміщуються навіть вперед грудних плавців, але разом з тим за своєю будовою, і анатомічним відносинам (іннервації) залишаються все-таки типовими задніми кінцівками. Черевні плавники, розташовані попереду грудних, грають роль додаткових рулів глибини, сприяють швидкому зануренню риби.